# Sarıyer
 (mars 2025).
Si vous disposez d'ouvrages ou d'articles de référence ou si vous connaissez des sites web de qualité traitant du thème abordé ici, merci de compléter l'article en donnant les références utiles à sa vérifiabilité et en les liant à la section « Notes et références ».
Sarıyer est l'un des 39 districts de la ville d'Istanbul, en Turquie. Le maire est Mustafa Oktay Aksu.

## Composition des quartiers
Composé de village sur la rive européenne du Bosphore de Rumelifeneri vers Garipçe, Rumeli Kavağı, Sarıyer (centre administratif), Büyükdere, Çayırbaşı, Kireçburnu, Tarabya, Yeniköy, İstinye, Emirgan, Baltalimanı jusqu'à Rumelihisarı, le district possède aussi des quartiers ne touchant pas le Bosphore (exemples: Maslak, Maden)
En 2012, Sarıyer s'approprie les quartiers de Maslak, Ayazağa et Huzur. La longue Avenue de Büyükdere (nom venant de son lieu de départ) la traverse.

## Économie

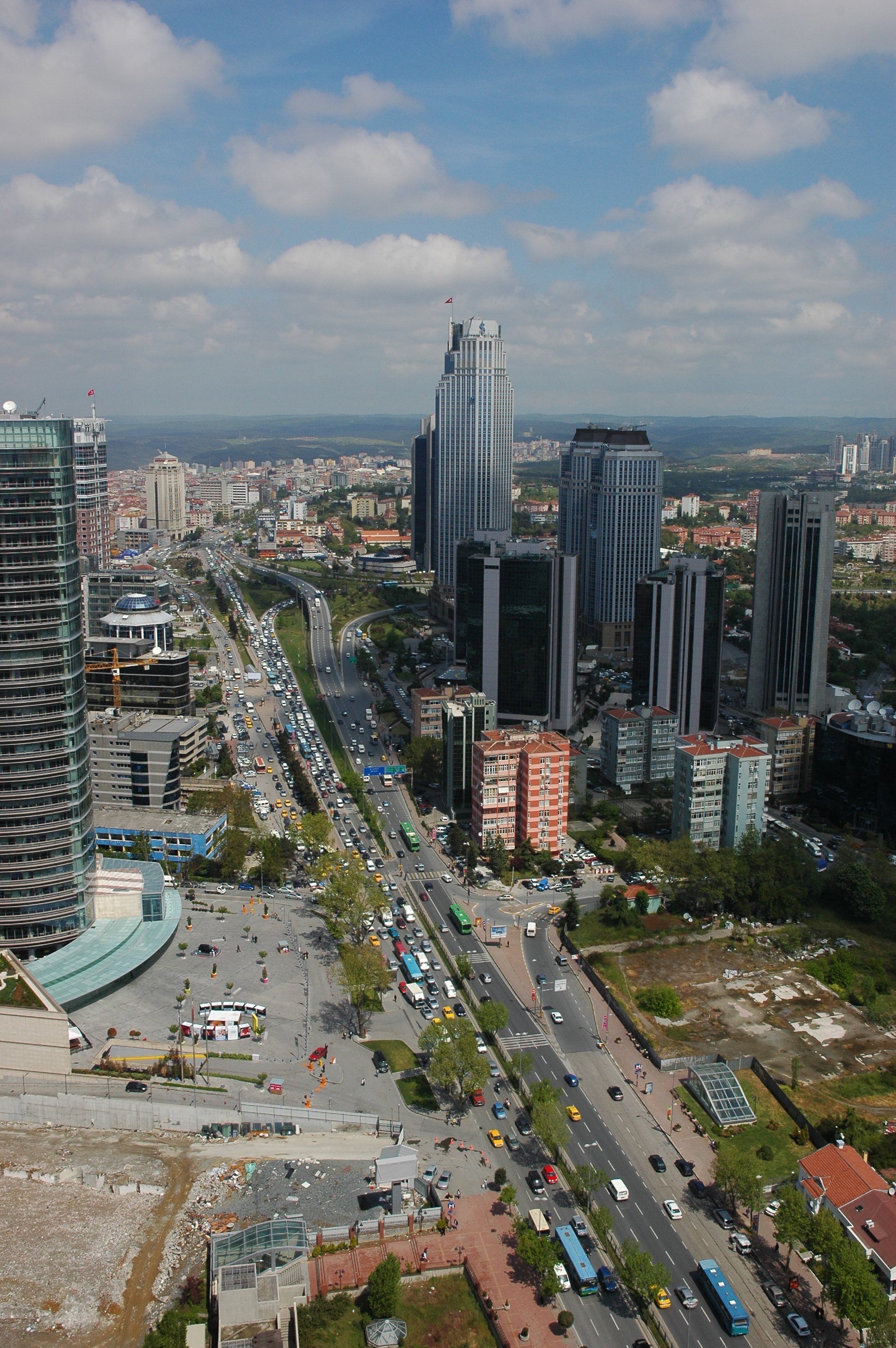

Les inégalités économiques sont très présentes et visibles dans Sarıyer, qui possède des quartiers très modernes et riches comme Maslak (quartier d'affaires) ou Yeniköy avec une très forte valeur immobilière. Au contrario, les quartiers du nord (Kilyos, Rumelifeneri,Garipçe, Rumeli Kavağı, Maden, etc.) sont très appauvris avec une économie se basant presque entièrement sur la pêche ou l'agriculture.
Le quartier de Ferahevler possède la plus grande agglomération de « Gecekondu » (bidonvilles illégaux mais protégés par une loi stipulant que les habitats construits en moins d'un jour ne peuvent pas être détruits).

## Religion
La grande majorité du district suit la religion de l'Islam sunnite.
Il y a cependant des petites minorités chrétiennes, chiites, dönme et athées.
Le quartier de Büyükdere possède la plus grande partie des minorités chrétiennes grecques et arméniennes du district (avec une église apostolique arménienne, une église catholique arménienne, une église catholique romaine italienne et une église orthodoxe grecque).
Ce même quartier possède également la plus grande partie des catholiques sous la forme d'immigrants philippins.

## Démographie
Une grande partie des habitants sont des Turcs ayant immigré depuis les provinces de Mer Noire.

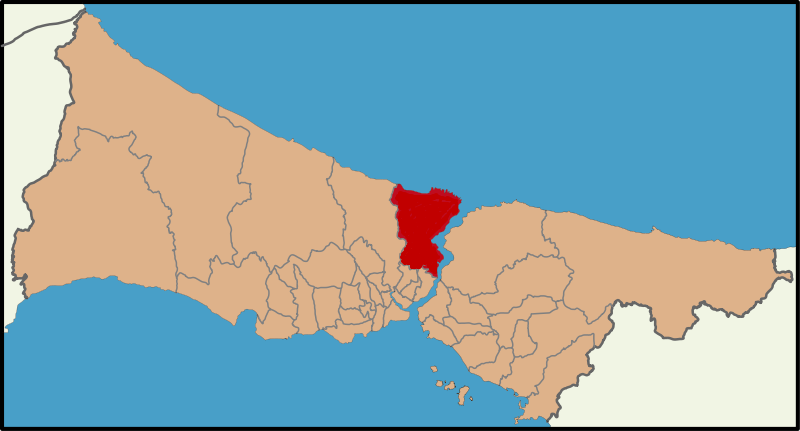
Les frontières du district.

Il existe aussi des Grecs et Arméniens mais aussi des Italiens, Espagnols (un "yalı" du roi d'Espagne se trouve à Büyükdere), Russes (annexe du consulat russe de Beyoğlu à Kocataş) et Français (en majorité la famille des élèves étudiants au Lycée français Pierre-Loti à Tarabya).

## Politique
Le maire Mustafa Oktay Aksu est du parti du CHP. 
Il a été élu au suffrage direct lors des élections locales du 31 mars 2024 avec 51,49% des suffrages exprimés. 

## Transports
Il existe plusieurs moyens pour se rendre à Sarıyer.
Métro
La ligne M2, épine dorsale du métro istanbuliote dessert le district avec ses stations Hacıosman (terminus nord), Darüşşafaka, Atatürk Oto-Sanayi, ITU Ayazağa et Sanayi Mahallesi. La ligne continue ensuite jusqu'au terminus sud de Yenikapi dans le district historique de Fatih.
Une des promesses électorales du maire actuel est de construire, en collaboration avec la Mairie d'Istanbul la prolongation de la ligne M2 jusqu'au quartier du centre de Sarıyer (en passant par les quartiers de Cayirbasi et Buyukdere) jusqu'en 2029. Le projet est en cours d'étude.
Bus
Les lignes 25E, 25T 40B, 59RS, 29C, 29D et 41 sont les seules qui sortent et reviennent au district, le reste est local.
Maritime
Il existe plusieurs lignes de ferrys et paquebots (appelés "vapurs"). La ligne civile la plus populaire dessert les quais de Sarıyer, Büyükdere, Istinye et Emirgan puis continue vers le sud jusqu'au centre historique d'Eminonu.
Depuis le quai de Yeniköy, il est possible d'aller et de revenir du district voisin par le Bosphore, Beykoz.
Depuis le quai commercial d'Istinye, il est possible d'utiliser les ferrys pour aller (avec une voiture ou un camion par exemple) à Beykoz et vice-versa. (note: il est aussi possible d'y aller sans véhicule à moteur, dans ce cas, il faudra aller sur le quai civil d'Istinye pour prendre le même ferry).

## Exode urbain
La population de Sarıyer a commencé à accroire seulement dans les années 1960, avec le début de l'immigration vers le centre d'Istanbul. Cependant maintenant, un nouveau phénomène se forme: les Istanbuliotes du centre de la ville viennent s'installer dans ce district pour profiter du calme et des bas prix, ce qui a développé énormément le district mais qui a paradoxalement fait du district celui ayant le prix d'immobilier le plus haut de la ville d'Istanbul.

## Tourisme

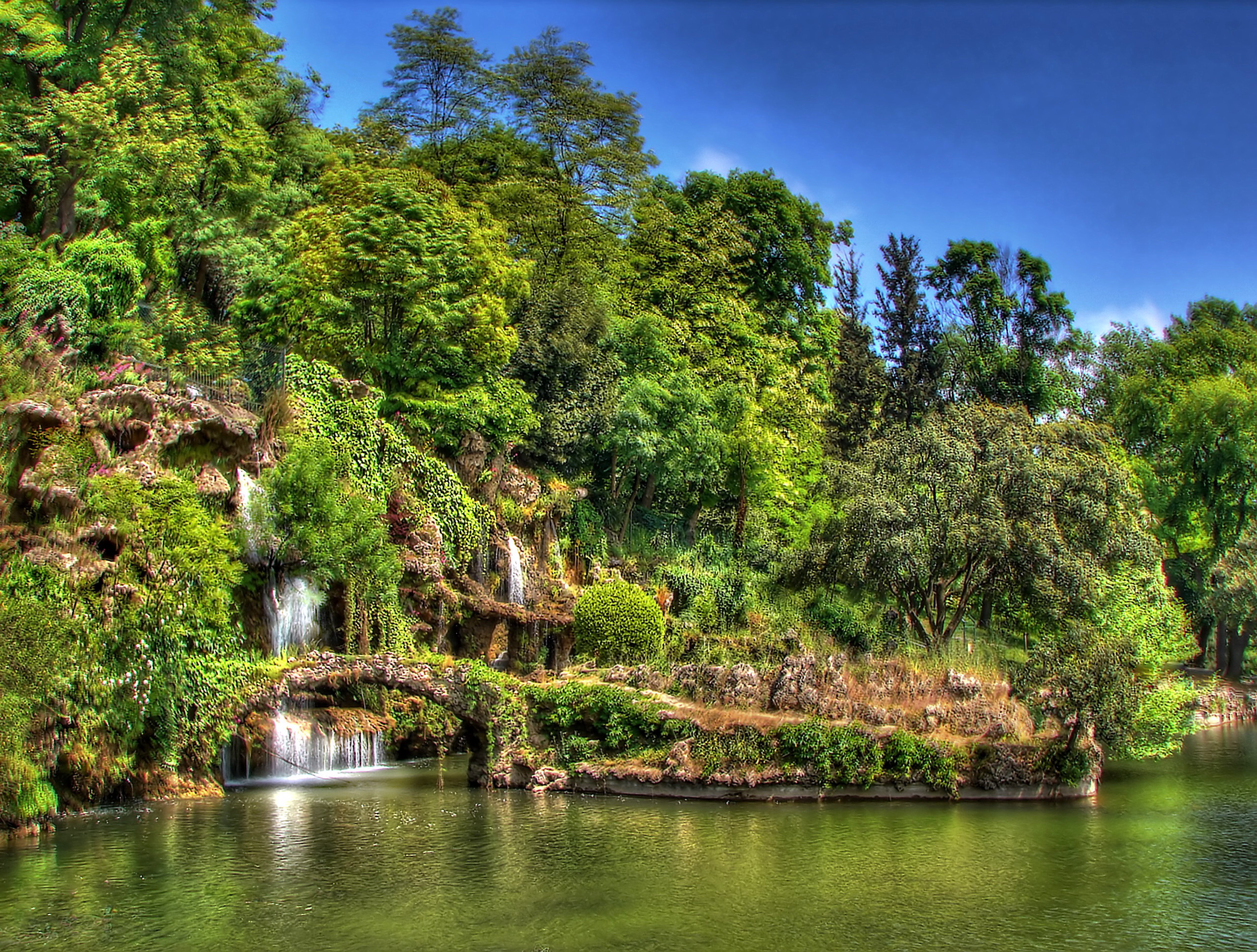
Le parc Emirgan, plus grand parc public d'Istanbul, est situé à Sarıyer.

Pour beaucoup d'Istanbuliotes, les villages sur le littoral de Sarıyer sont une destination de tourisme de week-end.
Cela est dû aux nombreux cafés et parcs pouvant être profitables à tous les membres de la famille.
Les anciens quartiers comme Yeniköy et Büyükdere sont des lieux de tourisme culturels.
La forêt de Belgrade est un grand site touristique.

## Gastronomie
La spécialité de la commune est le « börek », une pâtisserie turque salée (ou sucrée selon le genre) aussi répandue dans les Balkans.  
La culture gastronomique locale s'inspire des traditions apportées par les immigrés venant de la Mer Noire, dont la pèche et le pide.